# Sílvia Vives Montlleó
Sílvia Vives Montlleó (Barcelona, 17 d’agost de 1974) és una exnedadora paralímpica catalana.
Internacional amb la selecció espanyola, participà als Jocs Paralímpics de Barcelona 1992 assolint una medalla d'argent en 100 m papallona S8 i una de bronze en 4x100 m estils S7-10. Quatre anys més tard, guanyà quatre medalles més, dues d'argent en 100 m esquena S8 i 100 m papallona S8 i dues de bronze en 200 m estils SM8 i 4x100 m estils S7-10 als Jocs Paralímpics d'Atlanta 1996. També participà als Campionats del Mön de 1994, aconseguint dues medalles d'or en 100 m esquena S8 i 4x100 estils S7-10 i una d'argent en 200 m estils SM8. Entre d'altres reconeixements, rebé la Medalla d'argent al mèrit esportiu de l'Ajuntament de Barcelona (1992).